# پرفشار آزور
پرفشار آزور که در آمریکا با نام پر فشار برمودا یا پرفشار اطلس شمالی نیز شناخته می‌شود، مرکز عظیمی از هوای نیمه استوایی پرفشاری است که بر فراز جزایر آزور در اقیانوس اطلس قرار دارد. این توده هوا به همراه کم فشار ایسلند، نوسانات اقیانوس اطلس را شکل می‌دهند و بر هوای اروپا و شمال آفریقا تأثیرگذار هستند. خشکی هوا در صحرای آفریقا و حوضه مدیترانه، بعلت نشست هوا در این سیستم است.
در فصل تابستان فشار نقاط مرکزی این توده هوا به ۱۰۲۴ هکتوپاسکال می‌رسد و این توده به سمت شمال و شبه جزیره ایبری حرکت می‌کند و باعث افزایش فشار هوا در اروپای غربی می‌گردد که خشکی و دمای هوا را در این نقاط افزایش می‌دهد. گاه مرکز پرفشار این سیستم با حرکت به سمت غرب در اطراف جزایر برمودا قرار می‌گیرد که در فصل تابستان مسبب استقرار هوای گرم به همراه خشکسالی برای سواحل شرقی ایالات متحده می‌شود.
قبل از شروع فصل زمستان، پرفشار آزور به عرضهای جنوبی تر حرکت کرده و به سامانه‌های کم فشار اجازه ورود به شبه جزیره ایبری و مدیترانه را می‌دهد.

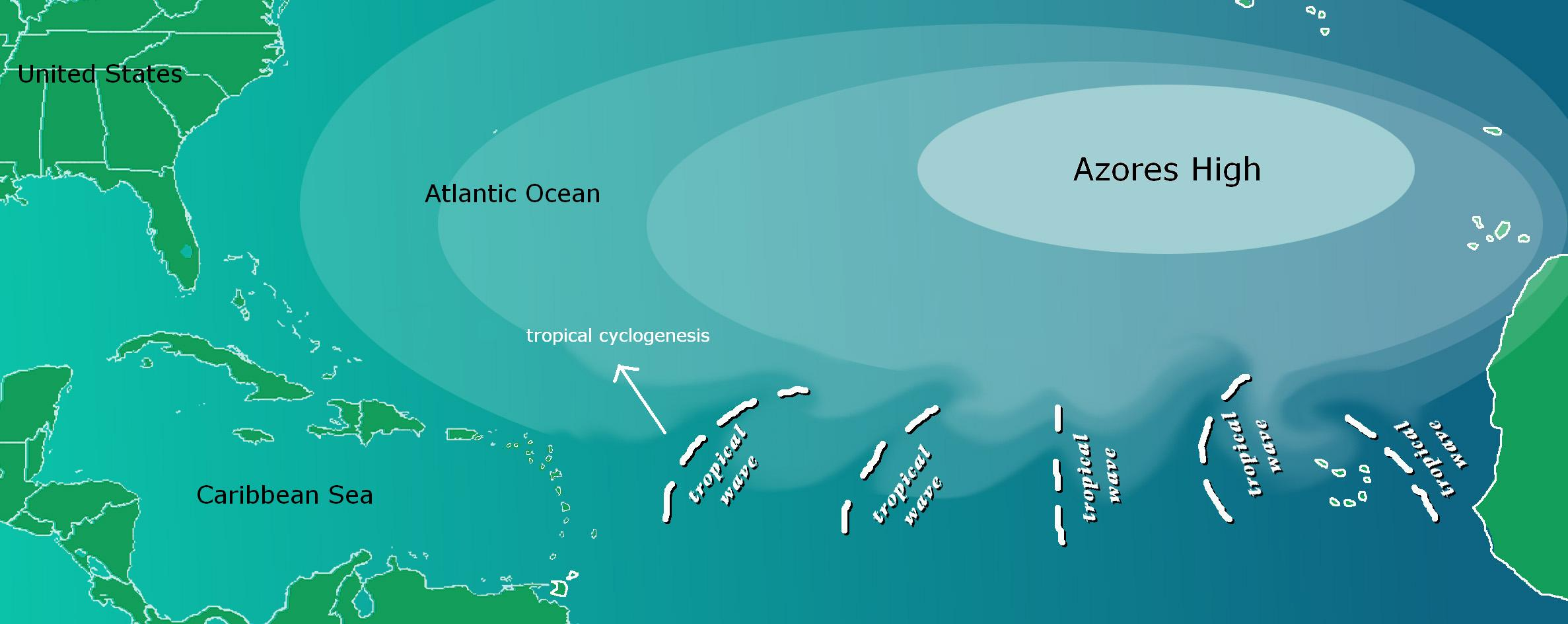
امواج استوایی

جهت چرخش هوا در سامانه‌های پرفشار در نیمکره شمالی، در جهت عقربه‌های ساعت است که این موضوع باعث رانده شدن امواج شرق آفریقا به آفریقای غربی، دریای کاراییب و آمریکای مرکزی می‌شود که در فصل تابستان در این نقاط باعث ایجاد توفانهای استوایی می‌شوند.